# Гуменюк Олександр Павлович
Олекса́ндр Па́влович Гуменю́к (6 серпня 1979 — 26 серпня 2015) — молодший сержант 40-ї окремої артилерійської бригади Збройних сил України, учасник російсько-української війни.

## Життєпис
Народився 6 серпня 1979 року в селі Крупець Славутського району Хмельницької області. Закінчив загальноосвітню школу села Крупець (нині – Крупецький навчально-виховний комплекс «дошкільний навчальний заклад – середня загальноосвітня школа I-III ступенів») та професійно-технічне училище міста Шепетівка Хмельницької області за спеціальністю «токар».
У 1997-1999 роках проходив строкову військову службу в лавах Збройних Сил України. Служив у місті Дніпропетровськ (нині – Дніпро).
Після демобілізації працював токарем у Відкритому акціонерному товаристві «Славутсько-Полянська паперова фабрика», на підприємстві «Юнікс» у місті Нетішин Хмельницької області, у Нетішинському кар’єрі.
29 квітня 2015 року мобілізований до лав Збройних Сил України. Служив у 40-й окремій артилерійській бригаді.
Загинув 26 серпня 2015 року від смертельного поранення внаслідок обстрілу з РСЗВ «Град» під селом Прохорівка (Волноваський район) Донецької області. Разом з Олександром загинули солдат Олег Середюк, солдат Валерій Головко, солдат Віталій Лопушой та старший солдат Олег Матлак.
1 вересня 2015 року похований на кладовищі села Крупець Славутського району Хмельницької області.
Залишилось двоє доньок.

## Нагороди та вшанування
- Указом Президента України № 12/2018 від 22 січня 2018 року, "за особисту мужність і високий професіоналізм, виявлені у захисті державного суверенітету та територіальної цілісності України, вірність військовій присязі", нагороджений медаллю «Захиснику Вітчизни» (посмертно)[1].
- У лютому 2016 року в селі Крупець на фасаді будівлі навчально-виховного комплексу (вулиця Шкільна, 1), де навчався Олександр Гуменюк, йому відкрито меморіальну дошку.